# Världscupen i skidskytte 2013/2014

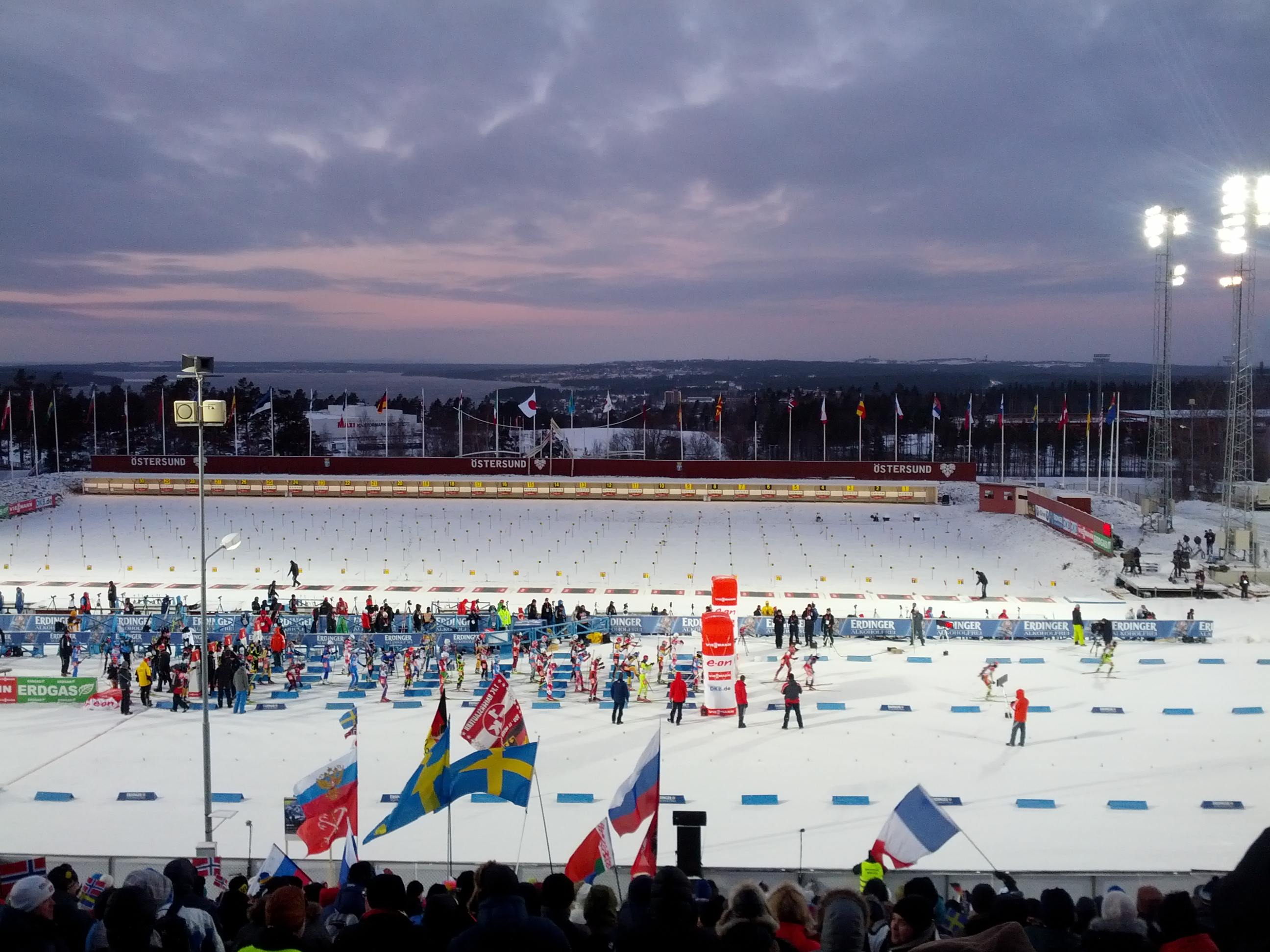
Östersund stod för premiärtävlingarna av säsongens världscup. Bild från damernas jaktstart den 2 december 2012.

Världscupen i skidskytte 2013/2014 inleddes den 24 november 2013 i Östersund, Sverige och avslutades den 23 mars 2014 i Oslo, Norge. Den 8-22 februari 2014 anordnades olympiska vinterspelen 2014 i Sotji i Ryssland, men till skillnad från hur det varit tidigare OS-säsonger räknades inte OS-tävlingarna in i världscupsammanställningen denna gång.
I Sverige stod TV4 och Eurosport för TV-sändningarna. Samtliga OS-sändningar visades dock i MTG:s utbud och därmed i Viasats programutbud.
Den totala världscupen på damsidan vanns av Kaisa Mäkäräinen, Finland med endast fyra poäng före tvåan Tora Berger, Norge och 67 poäng före trean Darja Domratjeva från Vitryssland.
På herrsidan vann Martin Fourcade, Frankrike med 292 poäng före Emil Hegle Svendsen, Norge och 297 poäng före trean Johannes Thingnes Bø, också från Norge.

## Tävlingsprogram
| Datum                                       | Ort        | Anläggning                   | Land      |
| ------------------------------------------- | ---------- | ---------------------------- | --------- |
| 24 november - 1 december 2013               | Östersund  | Östersunds skidstadion       | Sverige   |
| 6-8 december 2013                           | Hochfilzen | Biathlon Stadium Hochfilzen  | Österrike |
| 12-15 december 2013                         | Annecy     | Annecy                       | Frankrike |
| 3-5 januari 2014                            | Oberhof    | DKB-Ski-Arena Oberhof        | Tyskland  |
| 8-12 januari 2014                           | Ruhpolding | Chiemgau-Arena               | Tyskland  |
| 16-19 januari 2014                          | Antholz    | Südtirol Arena               | Italien   |
| 8-22 februari 2014 (Olympiska vinterspelen) | Sotji      | Sotji Biathlon & Ski Complex | Ryssland  |
| 6-9 mars 2014                               | Pokljuka   | Pokljuka                     | Slovenien |
| 15-16 mars 2014                             | Kontiolax  | Kontiolax                    | Finland   |
| 20-23 mars 2014                             | Oslo       | Holmenkollen                 | Norge     |

### Discipliner
Antalet tävlingar var lika för damer och herrar.
| Disciplin  | Antal tävlingar | Första tävlingstillfälle | Sista tävlingstillfälle |
| ---------- | --------------- | ------------------------ | ----------------------- |
| Distans    | 2               | 27 november 2013         | 11 januari 2014         |
| Sprint     | 9               | 29 november 2013         | 20 mars 2014            |
| Jaktstart  | 8               | 8 december 2013          | 22 mars 2014            |
| Masstart   | 3               | 5 december 2013          | 23 mars 2014            |
| Stafett    | 4               | 7 december 2013          | 19 januari 2014         |
| Mixstafett | 1               | 24 november 2013         | 24 november 2013        |

## Resultat

### Herrar
| Datum                                                        | Disciplin            | Etta                                                                                | Tvåa                                                                         | Trea                                                                         | Detaljer |
| ------------------------------------------------------------ | -------------------- | ----------------------------------------------------------------------------------- | ---------------------------------------------------------------------------- | ---------------------------------------------------------------------------- | -------- |
| 1. Världscuppremiär i Östersund, 24 november–1 december 2013 |                      |                                                                                     |                                                                              |                                                                              |          |
| 28 november 2013 (Tors.)                                     | Distans (20 km)      | Martin Fourcade                                                                     | Simon Eder                                                                   | Daniel Mesotitsch                                                            |          |
| 30 november 2013 (Lör.)                                      | Sprint (10 km)       | Martin Fourcade                                                                     | Fredrik Lindström                                                            | Tim Burke                                                                    |          |
| 1 december 2013 (Sön.)                                       | Jaktstart (12,5 km)  | TÄVLINGEN INSTÄLLD (1)                                                              | TÄVLINGEN INSTÄLLD (1)                                                       | TÄVLINGEN INSTÄLLD (1)                                                       |          |
| 2. Världscupen i Hochfilzen, 6–8 december 2013               |                      |                                                                                     |                                                                              |                                                                              |          |
| 6 december 2013 (Fre.)                                       | Sprint (10 km)       | Lars Berger                                                                         | Martin Fourcade                                                              | Ole Einar Bjørndalen                                                         |          |
| 7 december 2013 (Lör.)                                       | Stafett (4 × 7,5 km) | Norge Vetle Sjåstad Christiansen Ole Einar Bjørndalen Tarjei Bø Emil Hegle Svendsen | Sverige Christofer Eriksson Björn Ferry Fredrik Lindström Carl Johan Bergman | Ryssland Aleksej Volkov Jevgenij Ustiugov Anton Sjipulin Dmitrij Malysjko    |          |
| 8 december 2013 (Sön.)                                       | Jaktstart (12,5 km)  | Martin Fourcade                                                                     | Emil Hegle Svendsen                                                          | Tarjei Bø                                                                    |          |
| 3. Världscupen i Annecy, 12–15 december 2013                 |                      |                                                                                     |                                                                              |                                                                              |          |
| 13 december 2013 (Fre.)                                      | Stafett (4 × 7,5 km) | Ryssland Ivan Tjerezov Aleksandr Loginov Jevgenij Garanitjev Anton Sjipulin         | Tyskland Erik Lesser Andreas Birnbacher Arnd Peiffer Simon Schempp           | Österrike Christoph Sumann Daniel Mesotitsch Dominik Landertinger Simon Eder |          |
| 14 december 2013 (Lör.)                                      | Sprint (10 km)       | Johannes Thingnes Bø                                                                | Ondřej Moravec                                                               | Martin Fourcade                                                              |          |
| 15 december 2013 (Sön.)                                      | Jaktstart (12,5 km)  | Johannes Thingnes Bø                                                                | Erik Lesser                                                                  | Anton Sjipulin                                                               |          |
| 4. Världscupen i Oberhof, 3–5 januari 2014                   |                      |                                                                                     |                                                                              |                                                                              |          |
| 3 januari 2014 (Fre.)                                        | Sprint (10 km)       | Emil Hegle Svendsen                                                                 | Ole Einar Bjørndalen                                                         | Martin Fourcade                                                              |          |
| 4 januari 2014 (Lör.)                                        | Jaktstart (12,5 km)  | Emil Hegle Svendsen                                                                 | Ole Einar Bjørndalen                                                         | Martin Fourcade                                                              |          |
| 5 januari 2014 (Sön.)                                        | Masstart (15 km)     | Martin Fourcade                                                                     | Aleksej Volkov                                                               | Tarjei Bø                                                                    |          |
| 5. Världscupen i Ruhpolding, 8–12 januari 2014               |                      |                                                                                     |                                                                              |                                                                              |          |
| 9 januari 2014 (Tors.)                                       | Stafett (4 × 7,5 km) | Österrike Christoph Sumann Daniel Mesotitsch Simon Eder Dominik Landertinger        | Tyskland Christoph Stephan Andreas Birnbacher Erik Lesser Simon Schempp      | Ryssland Aleksej Volkov Jevgenij Ustiugov Dmitrij Malysjko Anton Sjipulin    |          |
| 11 januari 2014 (Lör.)                                       | Distans (20 km)      | Emil Hegle Svendsen                                                                 | Aleksej Volkov                                                               | Jevgenij Ustiugov                                                            |          |
| 12 januari 2014 (Sön.)                                       | Jaktstart (12,5 km)  | Emil Hegle Svendsen                                                                 | Jakov Fak                                                                    | Jevgenij Garanitjev                                                          |          |
| 6. Världscupen i Antholz, 16–19 januari 2014                 |                      |                                                                                     |                                                                              |                                                                              |          |
| 17 januari 2014 (Fre.)                                       | Sprint (10 km)       | Lukas Hofer Simon Schempp                                                           |                                                                              | Arnd Peiffer                                                                 |          |
| 18 januari 2014 (Lör.)                                       | Jaktstart (12,5 km)  | Simon Schempp                                                                       | Jean-Guillaume Béatrix                                                       | Henrik L’Abée-Lund                                                           |          |
| 19 januari 2014 (Sön.)                                       | Stafett (4 × 7,5 km) | Frankrike Simon Fourcade Alexis Bœuf Jean-Guillaume Béatrix Martin Fourcade         | Sverige Tobias Arwidson Björn Ferry Fredrik Lindström Carl Johan Bergman     | Tyskland Erik Lesser Andreas Birnbacher Arnd Peiffer Simon Schempp           |          |
|                                                              |                      |                                                                                     |                                                                              |                                                                              |          |
| Olympiska vinterspelen i Sotji, 8–22 februari 2014           |                      |                                                                                     |                                                                              |                                                                              |          |
|                                                              |                      |                                                                                     |                                                                              |                                                                              |          |
| 7. Världscupen i Pokljuka, 6–9 mars 2014                     |                      |                                                                                     |                                                                              |                                                                              |          |
| 6 mars 2014 (Tors.)                                          | Sprint (10 km)       | Björn Ferry                                                                         | Anton Sjipulin                                                               | Arnd Peiffer                                                                 |          |
| 8 mars 2014 (Lör.)                                           | Jaktstart (12,5 km)  | Anton Sjipulin                                                                      | Björn Ferry                                                                  | Ole Einar Bjørndalen                                                         |          |
| 9 mars 2014 (Sön.)                                           | Masstart (15 km)     | Björn Ferry                                                                         | Martin Fourcade                                                              | Jevgenij Ustiugov                                                            |          |
| 8. Världscupen i Kontiolax, 13–16 mars 2014                  |                      |                                                                                     |                                                                              |                                                                              |          |
| 13 mars 2014 (Tors.) (2)                                     | Sprint (10 km)       | Johannes Thingnes Bø                                                                | Martin Fourcade                                                              | Arnd Peiffer                                                                 |          |
| 15 mars 2014 (Lör.)                                          | Sprint (10 km)       | Johannes Thingnes Bø                                                                | Aleksandr Loginov                                                            | Lowell Bailey                                                                |          |
| 16 mars 2014 (Sön.)                                          | Jaktstart (12,5 km)  | Johannes Thingnes Bø                                                                | Martin Fourcade                                                              | Björn Ferry                                                                  |          |
| 9. Världscupfinal i Oslo, 20–23 mars 2014                    |                      |                                                                                     |                                                                              |                                                                              |          |
| 20 mars 2014 (Tors.)                                         | Sprint (10 km)       | Jakov Fak                                                                           | Jevgenij Garanitjev                                                          | Björn Ferry                                                                  |          |
| 22 mars 2014 (Lör.)                                          | Jaktstart (12,5 km)  | Simon Eder                                                                          | Aleksandr Loginov                                                            | Björn Ferry                                                                  |          |
| 23 mars 2014 (Sön.)                                          | Masstart (15 km)     | Martin Fourcade                                                                     | Dominik Landertinger                                                         | Jakov Fak                                                                    |          |

- (1): Herrarnas jaktstart i Östersund ställdes in p.g.a. mycket kraftiga vindar.
- (2): Ersätter mixstafett.

### Damer
| Datum                                                        | Disciplin          | Etta                                                                        | Tvåa                                                                                  | Trea                                                                      | Detaljer |
| ------------------------------------------------------------ | ------------------ | --------------------------------------------------------------------------- | ------------------------------------------------------------------------------------- | ------------------------------------------------------------------------- | -------- |
| 1. Världscuppremiär i Östersund, 24 november–1 december 2013 |                    |                                                                             |                                                                                       |                                                                           |          |
| 28 november 2013 (Tors.) (1)                                 | Distans (15 km)    | Gabriela Soukalová                                                          | Anastasija Kuzmina                                                                    | Marie-Laure Brunet                                                        |          |
| 29 november 2013 (Fre.)                                      | Sprint (7,5 km)    | Ann Kristin Flatland                                                        | Olga Zajtseva                                                                         | Tora Berger                                                               |          |
| 1 december 2013 (Sön.)                                       | Jaktstart (10 km)  | TÄVLINGEN AVBRUTEN (2)                                                      | TÄVLINGEN AVBRUTEN (2)                                                                | TÄVLINGEN AVBRUTEN (2)                                                    |          |
| 2. Världscupen i Hochfilzen, 6–8 december 2013               |                    |                                                                             |                                                                                       |                                                                           |          |
| 6 december 2013 (Fre.)                                       | Sprint (7,5 km)    | Selina Gasparin                                                             | Veronika Vítková                                                                      | Irina Starych                                                             |          |
| 7 december 2013 (Lör.)                                       | Stafett (4 × 6 km) | Ukraina Julija Dzjyma Vita Semerenko Valj Semerenko Olena Pidhrusjna        | Tyskland Franziska Preuß Andrea Henkel Franziska Hildebrand Laura Dahlmeier           | Frankrike Marie-Laure Brunet Sophie Boilley Anaïs Chevalier Anaïs Bescond |          |
| 8 december 2013 (Sön.)                                       | Jaktstart (10 km)  | Synnøve Solemdal                                                            | Julija Dzjyma                                                                         | Krystyna Pałka                                                            |          |
| 3. Världscupen i Annecy, 12–15 december 2013                 |                    |                                                                             |                                                                                       |                                                                           |          |
| 12 december 2013 (Tors.)                                     | Stafett (4 × 6 km) | Tyskland Franziska Preuß Andrea Henkel Franziska Hildebrand Laura Dahlmeier | Ukraina Julija Dzjyma Vita Semerenko Valj Semerenko Olena Pidhrusjna                  | Norge Tiril Eckhoff Fanny Welle-Strand Horn Synnøve Solemdal Tora Berger  |          |
| 14 december 2013 (Lör.)                                      | Sprint (7,5 km)    | Selina Gasparin                                                             | Kaisa Mäkäräinen                                                                      | Valj Semerenko                                                            |          |
| 15 december 2013 (Sön.)                                      | Jaktstart (10 km)  | Valj Semerenko                                                              | Irina Starych                                                                         | Tiril Eckhoff                                                             |          |
| 4. Världscupen i Oberhof, 3–5 januari 2014                   |                    |                                                                             |                                                                                       |                                                                           |          |
| 3 januari 2014 (Fre.)                                        | Sprint (7,5 km)    | Darja Domratjeva                                                            | Kaisa Mäkäräinen                                                                      | Olena Pidhrusjna                                                          |          |
| 4 januari 2014 (Lör.)                                        | Jaktstart (10 km)  | Darja Domratjeva                                                            | Kaisa Mäkäräinen                                                                      | Synnøve Solemdal                                                          |          |
| 5 januari 2014 (Sön.)                                        | Masstart (12,5 km) | Tora Berger                                                                 | Synnøve Solemdal                                                                      | Darja Domratjeva                                                          |          |
| 5. Världscupen i Ruhpolding, 8–12 januari 2014               |                    |                                                                             |                                                                                       |                                                                           |          |
| 8 januari 2014 (Ons.)                                        | Stafett (4 × 6 km) | Ryssland Jekaterina Glazyrina Olga Zajtseva Irina Starych Olga Viluchina    | Tyskland Franziska Preuß Evi Sachenbacher-Stehle Laura Dahlmeier Franziska Hildebrand | Norge Tiril Eckhoff Ann Kristin Flatland Synnøve Solemdal Tora Berger     |          |
| 10 januari 2014 (Fre.)                                       | Distans (15 km)    | Gabriela Soukalová                                                          | Darja Domratjeva                                                                      | Veronika Vítková                                                          |          |
| 12 januari 2014 (Sön.)                                       | Jaktstart (10 km)  | Gabriela Soukalová                                                          | Tora Berger                                                                           | Kaisa Mäkäräinen                                                          |          |
| 6. Världscupen i Antholz, 16–19 januari 2014                 |                    |                                                                             |                                                                                       |                                                                           |          |
| 16 januari 2014 (Tors.)                                      | Sprint (7,5 km)    | Anaïs Bescond                                                               | Andrea Henkel                                                                         | Darja Domratjeva                                                          |          |
| 18 januari 2014 (Lör.)                                       | Jaktstart (10 km)  | Andrea Henkel                                                               | Nadzeja Skardzina                                                                     | Tora Berger                                                               |          |
| 19 januari 2014 (Sön.)                                       | Stafett (4 × 6 km) | TÄVLINGEN AVBRUTEN (3)                                                      | TÄVLINGEN AVBRUTEN (3)                                                                | TÄVLINGEN AVBRUTEN (3)                                                    |          |
|                                                              |                    |                                                                             |                                                                                       |                                                                           |          |
| Olympiska vinterspelen i Sotji, 8–22 februari 2014           |                    |                                                                             |                                                                                       |                                                                           |          |
|                                                              |                    |                                                                             |                                                                                       |                                                                           |          |
| 7. Världscupen i Pokljuka, 6–9 mars 2014                     |                    |                                                                             |                                                                                       |                                                                           |          |
| 6 mars 2014 (Tors.)                                          | Sprint (7,5 km)    | Katharina Innerhofer                                                        | Darja Virolainen                                                                      | Nadzeja Skardzina                                                         |          |
| 8 mars 2014 (Lör.)                                           | Jaktstart (10 km)  | Kaisa Mäkäräinen                                                            | Tora Berger                                                                           | Dorothea Wierer                                                           |          |
| 9 mars 2014 (Sön.)                                           | Masstart (12,5 km) | Darja Domratjeva                                                            | Kaisa Mäkäräinen                                                                      | Olga Zajtseva                                                             |          |
| 8. Världscupen i Kontiolax, 13–16 mars 2014                  |                    |                                                                             |                                                                                       |                                                                           |          |
| 13 mars 2014 (Tors.) (4)                                     | Sprint (7,5 km)    | Kaisa Mäkäräinen                                                            | Olga Zajtseva                                                                         | Mari Laukkanen                                                            |          |
| 15 mars 2014 (Lör.)                                          | Sprint (7,5 km)    | Kaisa Mäkäräinen                                                            | Tora Berger                                                                           | Gabriela Soukalová                                                        |          |
| 16 mars 2014 (Sön.)                                          | Jaktstart (10 km)  | Kaisa Mäkäräinen                                                            | Darja Domratjeva                                                                      | Olga Zajtseva                                                             |          |
| 9. Världscupfinal i Oslo, 20–23 mars 2014                    |                    |                                                                             |                                                                                       |                                                                           |          |
| 20 mars 2014 (Tors.)                                         | Sprint (7,5 km)    | Darja Domratjeva                                                            | Tora Berger                                                                           | Susan Dunklee                                                             |          |
| 22 mars 2014 (Lör.)                                          | Jaktstart (10 km)  | Anastasia Kuzmina                                                           | Tora Berger                                                                           | Olga Viluchina                                                            |          |
| 23 mars 2014 (Sön.)                                          | Masstart (12,5 km) | Anastasia Kuzmina                                                           | Teja Gregorin                                                                         | Marie Dorin Habert                                                        |          |

- (1): Damernas distanslopp i Östersund flyttades fram från den 27 november till den 28 november p.g.a. hård vind.
- (2): Damernas jaktstart i Östersund avbröts efter halva loppet p.g.a. mycket hård vind.
- (3): Damernas stafett i Antholz avbröts p.g.a. tät dimma.
- (4): Ersätter mixstafett

### Mixstafetter
| Datum                                                        | Disciplin                       | Etta                                                                     | Tvåa                                                                    | Trea                                                                       | Detaljer |
| ------------------------------------------------------------ | ------------------------------- | ------------------------------------------------------------------------ | ----------------------------------------------------------------------- | -------------------------------------------------------------------------- | -------- |
| 1. Världscuppremiär i Östersund, 24 november–1 december 2013 |                                 |                                                                          |                                                                         |                                                                            |          |
| 24 november 2013 (Sön.)                                      | Mixstafett (2 x 6 + 2 x 7,5 km) | Tjeckien Veronika Vítková Gabriela Soukalová Zdeněk Vítek Ondřej Moravec | Norge Tora Berger Synnøve Solemdal Vetle Sjåstad Christiansen Tarjei Bø | Ukraina * Olena Pidhrusjna Valj Semerenko Serhij Semenov Andrij Deryzemlja |          |
|                                                              |                                 |                                                                          |                                                                         |                                                                            |          |
| Olympiska vinterspelen i Sotji, 8–22 februari 2014           |                                 |                                                                          |                                                                         |                                                                            |          |
|                                                              |                                 |                                                                          |                                                                         |                                                                            |          |
| 8. Världscupen i Kontiolax, 13–16 mars 2014                  |                                 |                                                                          |                                                                         |                                                                            |          |
| 13 mars 2014 (Tors.)                                         | Mixstafett (2 x 6 + 2 x 7,5 km) | TÄVLINGEN INSTÄLLD (1)                                                   | TÄVLINGEN INSTÄLLD (1)                                                  | TÄVLINGEN INSTÄLLD (1)                                                     |          |

* = Frankrike åkte in som tredje nation men fick två minuters tidstillägg då Martin Fourcade inte avlossade alla sina skott i den sista stående skjutningen som man måste. Istället slutade Ukraina trea, som egentligen åkte in som fjärde nation.
- (1): P.g.a. att de planerade jaktstartsloppen i Östersund inte kunde genomföras, bestämde sig IBU för att ersätta mixstafetten i Kontiolax med två sprintlopp så att antalet tävlingar som ger poäng till den totala världscupsammanställningen skulle förbli ofärandrat.[3]

## Totala världscupen
Lägg märke till: Om två eller fler länder eller utövare står på samma poäng men inte har samma placering, beror det på att den som står före har en eller flera högre placeringar. Exempelvis ger en seger, en andraplats och en tredjeplats samma poäng som tre andraplatser, men den utövare eller det land som har en seger går före.
| Position | Namn               | Poäng |
| -------- | ------------------ | ----- |
| 1.       | Kaisa Mäkäräinen   | 860   |
| 2.       | Tora Berger        | 856   |
| 3.       | Darja Domratjeva   | 793   |
| 4.       | Gabriela Soukalová | 613   |
| 5.       | Olga Viluchina     | 612   |
| 6.       | Anastasia Kuzmina  | 606   |
| 7.       | Tiril Eckhoff      | 566   |
| 8.       | Valj Semerenko     | 553   |
| 9.       | Veronika Vitkova   | 551   |
| 10.      | Andrea Henkel      | 541   |

| Position | Namn                 | Poäng |
| -------- | -------------------- | ----- |
| 1.       | Martin Fourcade      | 928   |
| 2.       | Emil Hegle Svendsen  | 636   |
| 3.       | Johannes Thingnes Bø | 631   |
| 4.       | Dominik Landertinger | 611   |
| 5.       | Simon Eder           | 578   |
| 6.       | Ole Einar Bjørndalen | 556   |
| 7.       | Arnd Peiffer         | 547   |
| 8.       | Anton Sjipulin       | 544   |
| 9.       | Björn Ferry          | 542   |
| 10.      | Simon Schempp        | 521   |

## Disciplincuper – Damer
| Position | Namn               | Poäng |
| -------- | ------------------ | ----- |
| 1.       | Kaisa Mäkäräinen   | 367   |
| 2.       | Tora Berger        | 361   |
| 3.       | Darja Domratjeva   | 254   |
| 4.       | Olga Viluchina     | 246   |
| 5.       | Gabriela Soukalová | 238   |
| 6.       | Selina Gasparin    | 233   |
| 7.       | Veronika Vítková   | 211   |
| 8.       | Olga Zajtseva      | 202   |
| 9.       | Tiril Eckhoff      | 187   |
| 10.      | Valj Semerenko     | 186   |

| Position | Namn               | Poäng |
| -------- | ------------------ | ----- |
| 1.       | Kaisa Mäkäräinen   | 350   |
| 2.       | Tora Berger        | 319   |
| 3.       | Darja Domratjeva   | 296   |
| 4.       | Olga Viluchina     | 241   |
| 5.       | Tiril Eckhoff      | 236   |
| 6.       | Valj Semerenko     | 233   |
| 7.       | Veronika Vítková   | 216   |
| 8.       | Andrea Henkel      | 207   |
| 9.       | Anastasija Kuzmina | 204   |
| 10.      | Gabriela Soukalová | 203   |

| Position | Namn               | Poäng |
| -------- | ------------------ | ----- |
| 1.       | Darja Domratjeva   | 151   |
| 2.       | Anastasija Kuzmina | 139   |
| 3.       | Kaisa Mäkäräinen   | 130   |
| 4.       | Tora Berger        | 121   |
| 5.       | Olga Viluchina     | 102   |
| 6.       | Andrea Henkel      | 100   |
| 7.       | Olga Zajtseva      | 88    |
| 8.       | Tiril Eckhoff      | 87    |
| 9.       | Julia Dzhyma       | 83    |
| 10.      | Selina Gasparin    | 79    |

| Position | Namn                 | Poäng |
| -------- | -------------------- | ----- |
| 1.       | Gabriela Soukalová   | 120   |
| 2.       | Darja Domratjeva     | 92    |
| 3.       | Anastasija Kuzmina   | 84    |
| 4.       | Nadzeja Skardzina    | 72    |
| 5.       | Franziska Hildebrand | 71    |
| 6.       | Marie-Laure Brunet   | 68    |
| 7.       | Dorothea Wierer      | 60    |
| 8.       | Valj Semerenko       | 59    |
| 9.       | Tora Berger          | 58    |
| 10.      | Tiril Eckhoff        | 56    |

| Position | Land        | Poäng |
| -------- | ----------- | ----- |
| 1.       | Tyskland    | 168   |
| 2.       | Ukraina     | 157   |
| 3.       | Ryssland    | 141   |
| 3.       | Norge       | 136   |
| 5.       | Frankrike   | 128   |
| 6.       | Vitryssland | 103   |
| 7.       | Kanada      | 102   |
| 8.       | Italien     | 102   |
| 9.       | Slovakien   | 100   |
| 10.      | Tjeckien    | 96    |

| Position | Land        | Poäng |
| -------- | ----------- | ----- |
| 1.       | Norge       | 5694  |
| 2.       | Ryssland    | 5453  |
| 3.       | Tyskland    | 5422  |
| 4.       | Ukraina     | 5337  |
| 5.       | Frankrike   | 4938  |
| 6.       | Vitryssland | 4720  |
| 7.       | Tjeckien    | 4674  |
| 8.       | Polen       | 4410  |
| 9.       | Italien     | 4402  |
| 10.      | Kanada      | 4153  |

## Disciplincuper – Herrar
| Position | Namn                 | Poäng |
| -------- | -------------------- | ----- |
| 1.       | Martin Fourcade      | 400   |
| 2.       | Arnd Peiffer         | 286   |
| 3.       | Johannes Thingnes Bø | 277   |
| 4.       | Ole Einar Bjørndalen | 260   |
| 5.       | Dominik Landertinger | 250   |
| 6.       | Emil Hegle Svendsen  | 237   |
| 7.       | Anton Sjipulin       | 232   |
| 8.       | Lukas Hofer          | 227   |
| 9.       | Simon Eder           | 224   |
| 10.      | Dmitrij Malysjko     | 220   |

| Position | Namn                 | Poäng |
| -------- | -------------------- | ----- |
| 1.       | Martin Fourcade      | 294   |
| 2.       | Simon Eder           | 235   |
| 3.       | Anton Sjipulin       | 234   |
| 4.       | Björn Ferry          | 233   |
| 5.       | Johannes Thingnes Bø | 224   |
| 6.       | Simon Schempp        | 218   |
| 7.       | Emil Hegle Svendsen  | 216   |
| 8.       | Dominik Landertinger | 205   |
| 9.       | Ole Einar Bjørndalen | 194   |
| 10.      | Jakov Fak            | 191   |

| Position | Namn                   | Poäng |
| -------- | ---------------------- | ----- |
| 1.       | Martin Fourcade        | 174   |
| 2.       | Dominik Landertinger   | 109   |
| 3.       | Emil Hegle Svendsen    | 100   |
| 4.       | Tim Burke              | 100   |
| 5.       | Simon Desthieux        | 99    |
| 6.       | Jean Guillaume Beatrix | 93    |
| 7.       | Andrejs Rastorgujevs   | 93    |
| 8.       | Ole Einar Bjørndalen   | 92    |
| 9.       | Ondrej Moravec         | 85    |
| 10.      | Johannes Thingnes Bø   | 82    |

| Position | Namn                 | Poäng |
| -------- | -------------------- | ----- |
| 1.       | Emil Hegle Svendsen  | 83    |
| 2.       | Simon Eder           | 79    |
| 3.       | Jevgenij Ustiugov    | 76    |
| 4.       | Aleksej Volkov       | 75    |
| 5.       | Simon Fourcade       | 65    |
| 5.       | Christian De Lorenzi | 65    |
| 7.       | Martin Fourcade      | 60    |
| 8.       | Daniel Böhm          | 59    |
| 9.       | Dominik Landertinger | 57    |
| 10.      | Serhij Semenov       | 57    |

| Position | Land      | Poäng |
| -------- | --------- | ----- |
| 1.       | Tyskland  | 194   |
| 2.       | Sverige   | 194   |
| 3.       | Österrike | 191   |
| 4.       | Ryssland  | 190   |
| 5.       | Norge     | 175   |
| 6.       | Frankrike | 169   |
| 7.       | Tjeckien  | 137   |
| 8.       | Schweiz   | 130   |
| 9.       | Slovenien | 120   |
| 10.      | Ukraina   | 118   |

| Position | Land      | Poäng |
| -------- | --------- | ----- |
| 1.       | Norge     | 5937  |
| 2.       | Ryssland  | 5897  |
| 3.       | Tyskland  | 5896  |
| 4.       | Österrike | 5721  |
| 5.       | Frankrike | 5678  |
| 6.       | Sverige   | 5405  |
| 7.       | Tjeckien  | 4893  |
| 8.       | Ukraina   | 4509  |
| 9.       | Slovenien | 4241  |
| 10.      | Italien   | 4175  |